# Корнішору
Корнішору (рум. Cornișoru) — село у повіті Караш-Северін в Румунії. Входить до складу комуни Беуцар.
Село розташоване на відстані 302 км на північний захід від Бухареста, 57 км на північний схід від Решиці, 106 км на схід від Тімішоари.

## Населення
За даними перепису населення 2002 року у селі проживали 300 осіб, з них 299 осіб (99,7%) румунів. Усі жителі села рідною мовою назвали румунську.